# 粗毛水锦树
粗毛水锦树（学名：Wendlandia tinctoria sp. barbata）为茜草科水锦树属下的一个亚种。

## 扩展阅读
- 維基物種上的相關：粗毛水锦树